# Cautethia hilaris
Cautethia hilaris är en fjärilsart som beskrevs av Jordan 1940. Cautethia hilaris ingår i släktet Cautethia och familjen svärmare. Inga underarter finns listade i Catalogue of Life.